# Chelonaplysilla arenosa
Chelonaplysilla arenosa är en svampdjursart som först beskrevs av Topsent 1925.  Chelonaplysilla arenosa ingår i släktet Chelonaplysilla och familjen Darwinellidae. Inga underarter finns listade i Catalogue of Life.